# Beutelfels
Das Naturschutzgebiet Beutelfels liegt im Donnersbergkreis in Rheinland-Pfalz.

## Lage
Das etwa 59 ha große Gebiet, das im Jahr 1981 unter Naturschutz gestellt wurde, erstreckt sich südöstlich der Ortsgemeinde Falkenstein und nordöstlich der Ortsgemeinde Imsbach um einen namenlosen, 546,0 m hohen Berg der Falkensteiner Berge, die das Massiv des Donnersbergs nach Südwesten fortsetzen, Nordpfälzer Bergland. Südwestlich verläuft die Landesstraße L 392 und südöstlich die A 63.

## Schutzzweck
Schutzzweck ist die Erhaltung der natürlichen Pflanzengemeinschaften, insbesondere des Ahorn-Lindenwaldes, des Felsenahorn-Eichenwaldes, des Felsenbirnen-Gebüsches, der Schafschwingelrasen und Felsspaltengesellschaften und der an die Biotope des Gebietes gebundenen seltenen Tiere und Pflanzen sowie die Sicherung der Naturwaldzelle aus wissenschaftlichen und landeskundlichen Gründen.

## Besonderheiten
Am Rand des Naturschutzgebiets befindet sich die Burg Hohenfels (Pfalz).